# Orvosegyetem Sport Club
L'Orvosegyetem Sport Club (OSC) è una società di pallanuoto ungherese con la sede a Budapest.
Il club fu fondato nel 1957 per conto dell'Università Semmelweis di Budapest.

## Palmarès

### Trofei nazionali
- Campionato ungherese: 7

1969, 1970, 1971, 1972, 1973, 1974, 1978
- Coppa d'Ungheria: 2

1970, 1974

### Trofei internazionali
- LEN Champions League: 2

1972-73, 1978-79
- Supercoppa LEN: 1

1979

### Trofei femminili
- Coppe d'Ungheria: 1

2008

## Rosa 2023-2024
| N° |                     | Ruolo | Giocatore             |
| -- | ------------------- | ----- | --------------------- |
|    | Ungheria (bandiera) | P     | Dávid Bisztritsányi   |
|    | Ungheria (bandiera) | P     | Mark Grieszbacher     |
|    | Ungheria (bandiera) |       | Matyas Egressy        |
|    | Ungheria (bandiera) |       | Huba Illes            |
|    | Ungheria (bandiera) |       | Zalan Kondor          |
|    | Ungheria (bandiera) |       | Robert Kovacs-Csatlos |
|    | Ungheria (bandiera) |       | Czaba Rzaga           |
|    | Ungheria (bandiera) |       | Aron Sarfalyi         |
|    | Ungheria (bandiera) |       | Roland Gaszt          |
|    | Ungheria (bandiera) |       | Peter Miklos Szalai   |

| N° |                        | Ruolo | Giocatore         |
| -- | ---------------------- | ----- | ----------------- |
|    | Ungheria (bandiera)    |       | Kristof Varnai    |
|    | Ungheria (bandiera)    |       | Botond Torok      |
|    | Ungheria (bandiera)    |       | Vince Pal Vigvari |
|    | Ungheria (bandiera)    |       | Benedek Baksa     |
|    | Paesi Bassi (bandiera) |       | Lars ten Broek    |
|    | Ungheria (bandiera)    |       | Marton Toth       |
|    | Ungheria (bandiera)    |       | Ferenc Salamon    |
|    | Italia (bandiera)      |       | Simone Rossi      |
|    | Ungheria (bandiera)    |       | Mate Aranyi       |
|    | Ungheria (bandiera)    |       | Balázs Hárai      |